# Slimane Nebchi
Slimane Nebchi (Chelles, 13 oktober 1989) is een Franse zanger.

## Biografie
Slimane raakte bekend in eigen land door in 2016 het zesde seizoen van de Franse versie van The Voice te winnen. Hierna wist hij uit te groeien tot een groot artiest in Franstalig Europa. Hij vormde vanaf 2018 samen met zangeres Vitaa het duo Vitaa & Slimane, die in Frankrijk hits scoorden met Je le te donne (2018), Les choses simples (2019), Ça va ça vient (2019), Avant toi (2020), Pas beaux (2020), De l'or (2020), La recette (2022) en Des milliers de je t'aime (2022). Ook scoorden ze samen met Naestro, Maître Gims en Dadju een hit met een Franstalige bewerking van Bella ciao. In 2022 zetten Vitaa & Slimane een punt achter hun samenwerking.
Eind 2023 werd Slimane door France Télévisions intern geselecteerd om Frankrijk te vertegenwoordigen op het Eurovisiesongfestival 2024 in het Zweedse Malmö. Daar zal hij het nummer Mon amour brengen.

## Televisie
Slimane is sinds 2023 coach in The Voice Kids van Frankrijk. In 2023 kwam de winnaar van het 9de seizoen uit zijn team. Hij was daarnaast coach in The Voice Belgique gedurende 2 seizoenen; seizoen 7 (2018) en seizoen 8 (2019) en coach in het eerste seizoen van The Voice Kids Belgique in 2020, waar ook de winnaar uit zijn team kwam.

## Hitlijsten

### Albums
| Album met hitnotering(en) in de Vlaamse Ultratop 200 albums | Datum van verschijnen | Datum van binnenkomst | Hoogste positie | Aantal weken | Opmerkingen |
| ----------------------------------------------------------- | --------------------- | --------------------- | --------------- | ------------ | ----------- |
| À bout de rêves                                             | 2016                  | 16-07-2016            | 116             | 1            |             |
| VersuS                                                      | 2019                  | 31-08-2019            | 78              | 8            |             |
| Chroniques d'un cupidon                                     | 2022                  | 10-09-2022            | 83              | 1            |             |

### Singles
| Single met hitnotering(en) in de Vlaamse Ultratop 50 | Datum van verschijnen | Datum van binnenkomst | Hoogste positie | Aantal weken | Opmerkingen |
| ---------------------------------------------------- | --------------------- | --------------------- | --------------- | ------------ | ----------- |
| Avant toi                                            | 2020                  | 01-02-2020            | tip12           | -            | met Vitaa   |
| Pas beaux                                            | 2020                  | 01-08-2020            | tip             | -            | met Vitaa   |
| Ça ira                                               | 2020                  | 19-09-2020            | tip             | -            | met Vitaa   |
| De l'or                                              | 2020                  | 26-12-2020            | tip             | -            | met Vitaa   |
| Mon amour                                            | 2024                  | 19-05-2024            | 42              | 1            |             |

1956: Mathé Altéry + Dany Dauberson · 
1957: Paule Desjardins · 
1958: André Claveau · 
1959: Jean Philippe · 
1960: Jacqueline Boyer · 
1961: Jean-Paul Mauric · 
1962: Isabelle Aubret · 
1963: Alain Barrière · 
1964: Rachel · 
1965: Guy Mardel · 
1966: Dominique Walter · 
1967: Noëlle Cordier · 
1968: Isabelle Aubret · 
1969: Frida Boccara · 
1970: Guy Bonnet · 
1971: Serge Lama · 
1972: Betty Mars · 
1973: Martine Clémenceau · 
1975: Nicole Rieu · 
1976: Catherine Ferry · 
1977: Marie Myriam · 
1978: Joël Prévost · 
1979: Anne-Marie David · 
1980: Profil · 
1981: Jean Gabilou · 
1983: Guy Bonnet · 
1984: Annick Thoumazeau · 
1985: Roger Bens · 
1986: Cocktail Chic · 
1987: Christine Minier · 
1988: Gérard Lenorman · 
1989: Nathalie Pâque · 
1990: Joëlle Ursull · 
1991: Amina · 
1992: Kali · 
1993: Patrick Fiori · 
1994: Nina Morato · 
1995: Nathalie Santamaria · 
1996: Dan Ar Braz & Héritage des Celtes · 
1997: Fanny · 
1998: Marie Line · 
1999: Nayah · 
2000: Sofia Mestari · 
2001: Natasha Saint-Pier · 
2002: Sandrine François · 
2003: Louisa Baïleche · 
2004: Jonatan Cerrada · 
2005: Ortal · 
2006: Virginie Pouchain · 
2007: Les Fatals Picards · 
2008: Sébastien Tellier · 
2009: Patricia Kaas · 
2010: Jessy Matador · 
2011: Amaury Vassili · 
2012: Anggun · 
2013: Amandine Bourgeois · 
2014: Twin Twin · 
2015: Lisa Angell · 
2016: Amir · 
2017: Alma · 
2018: Madame Monsieur · 
2019: Bilal Hassani · 
2021: Barbara Pravi · 
2022: Alvan & Ahez · 
2023: La Zarra · 
2024: Slimane · 
2025: Louane